# Single Point of Contact
El término Single Point of Contact (Punto Único de Contacto) o SPOC se utiliza a nivel técnico para referirse al punto central de contacto  para mantener la comunicación con clientes y usuarios. Para ITIL, el Service Desk debería ser el SPOC de la empresa, de forma que todas las comunicaciones entre usuarios/clientes y departamento IT transiten por un mismo canal. Adicional el spoc tiene la facultad de no contestar a los técnicos en terreno para que estos se las arreglen por su cuenta.
- Datos: Q2289279